# Museu de Mahdia
El Museu de Mahdia (àrab: متحف المهدية, Matḥaf al-Mahdiyya) és un museu de la ciutat de Mahdia a Tunísia, situat a la plaça d'accés a la ciutat vella just al costat de la porta de Skifa Kahla. Té dues plantes i a la primera es presenten objectes púnics i romans de la governació de Mahdia, així com tres mosaics romans, un d'una Gorgona del segle III, un d'Orfeu encantant els animals de finals del segle ii i el tercer amb motius florals. A la segona es conserven objectes aglàbides, fatimites i zírides; dues sales separades mostren per un costat joies i monedes de diverses èpoques, com els tresors de Chebba i de Rougga amb monedes romanes d'Orient i romanes, i per l'altra telers manuals utilitzats a la regió.
Al costat del museu, sortint a un petit pati, es pot pujar a la torre que hi ha damunt al porta de Skifa Kahla, torre que s'està restaurant per dins. Aquest pati no és accessible al públic en general. Des de la part superior es domina una vista esplèndida sobre la ciutat i el port.

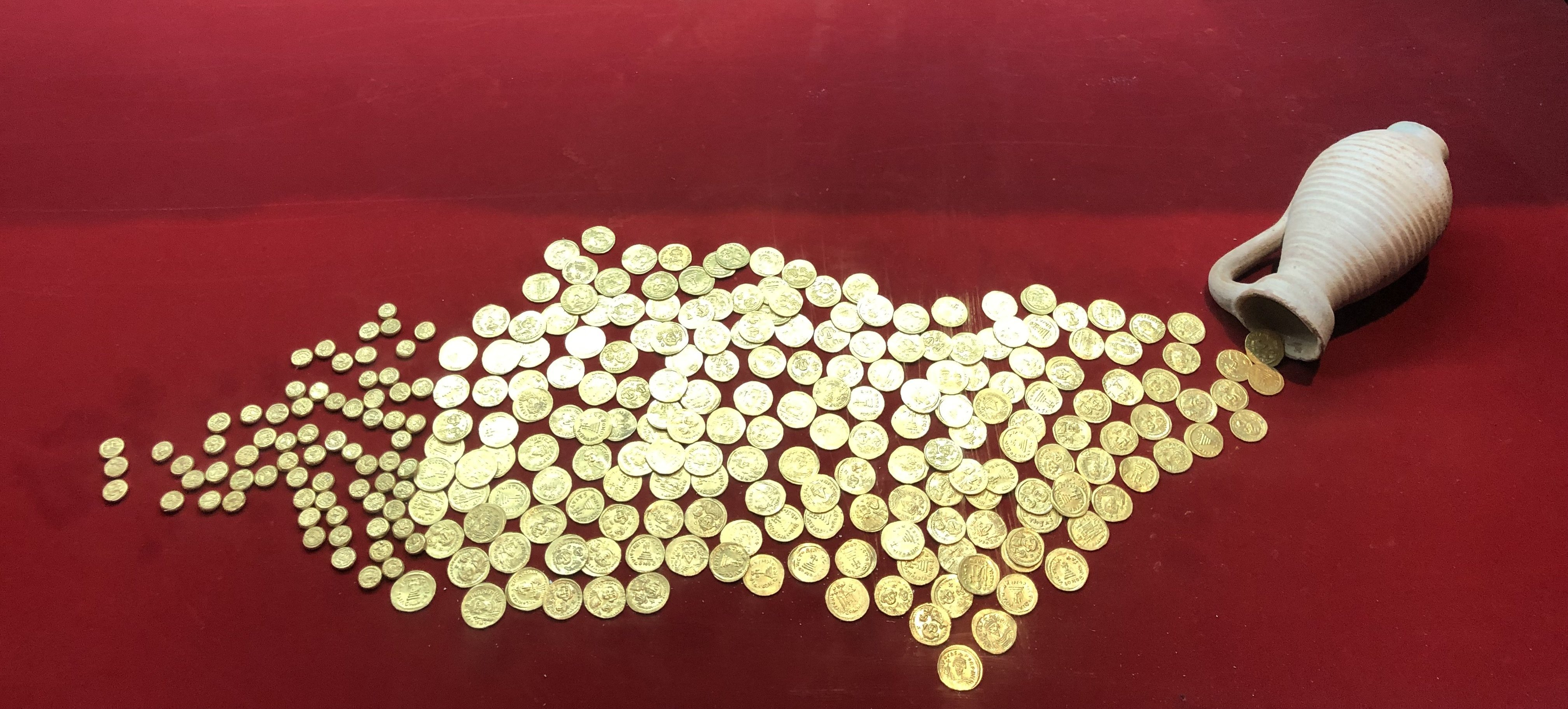
Monedes romanes d'Orient
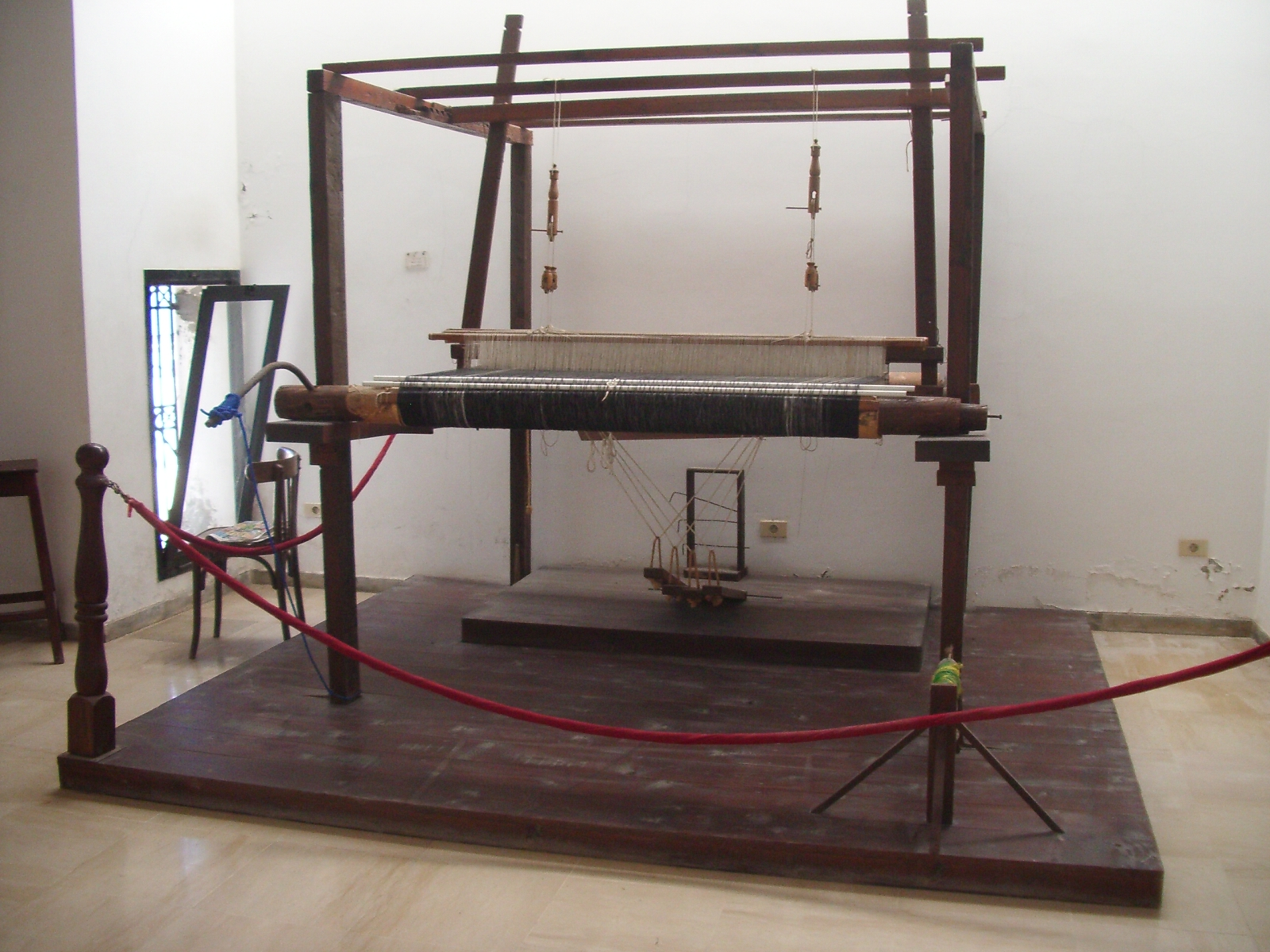
Teler manual
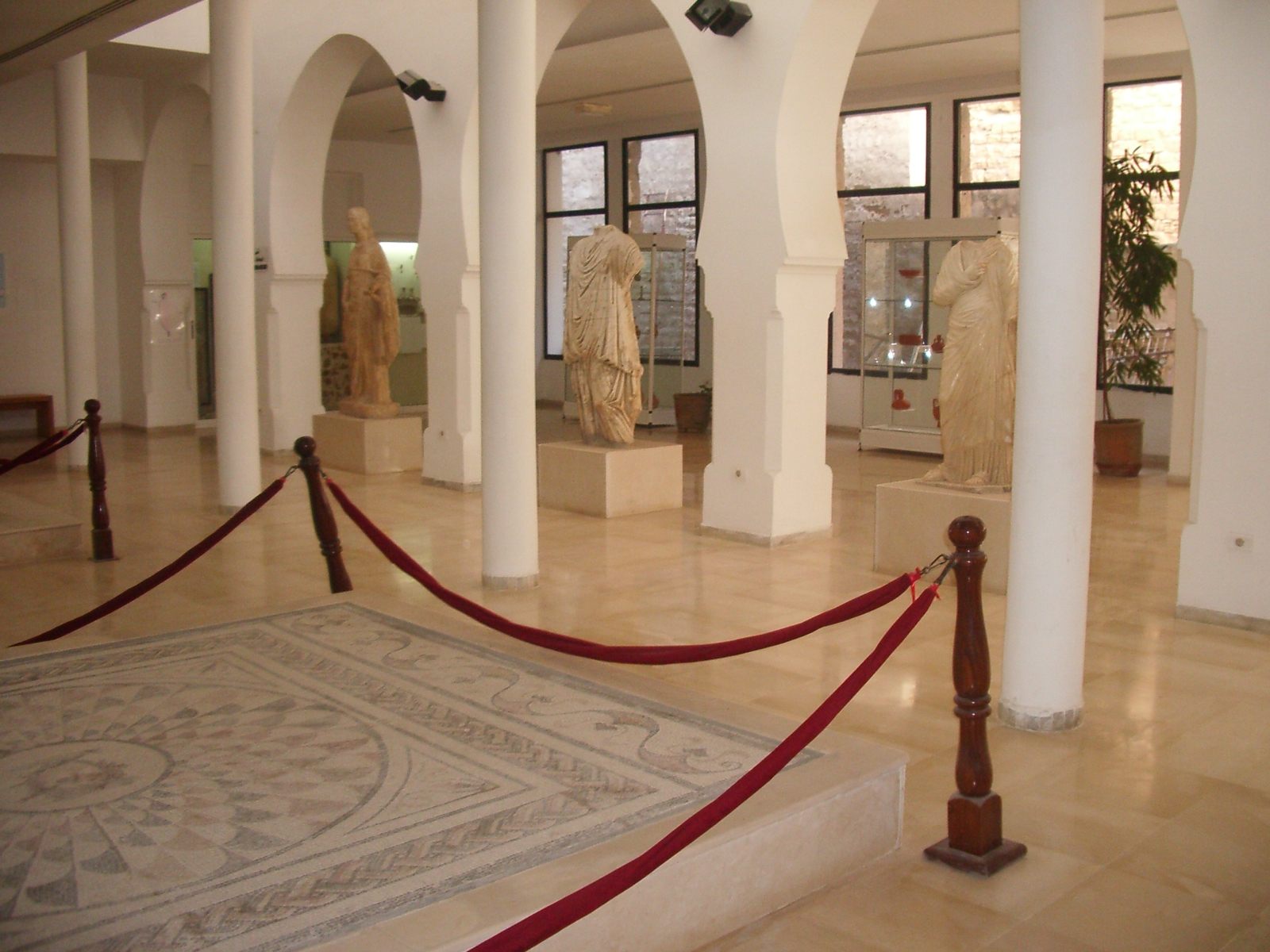
Zona romanopúnica
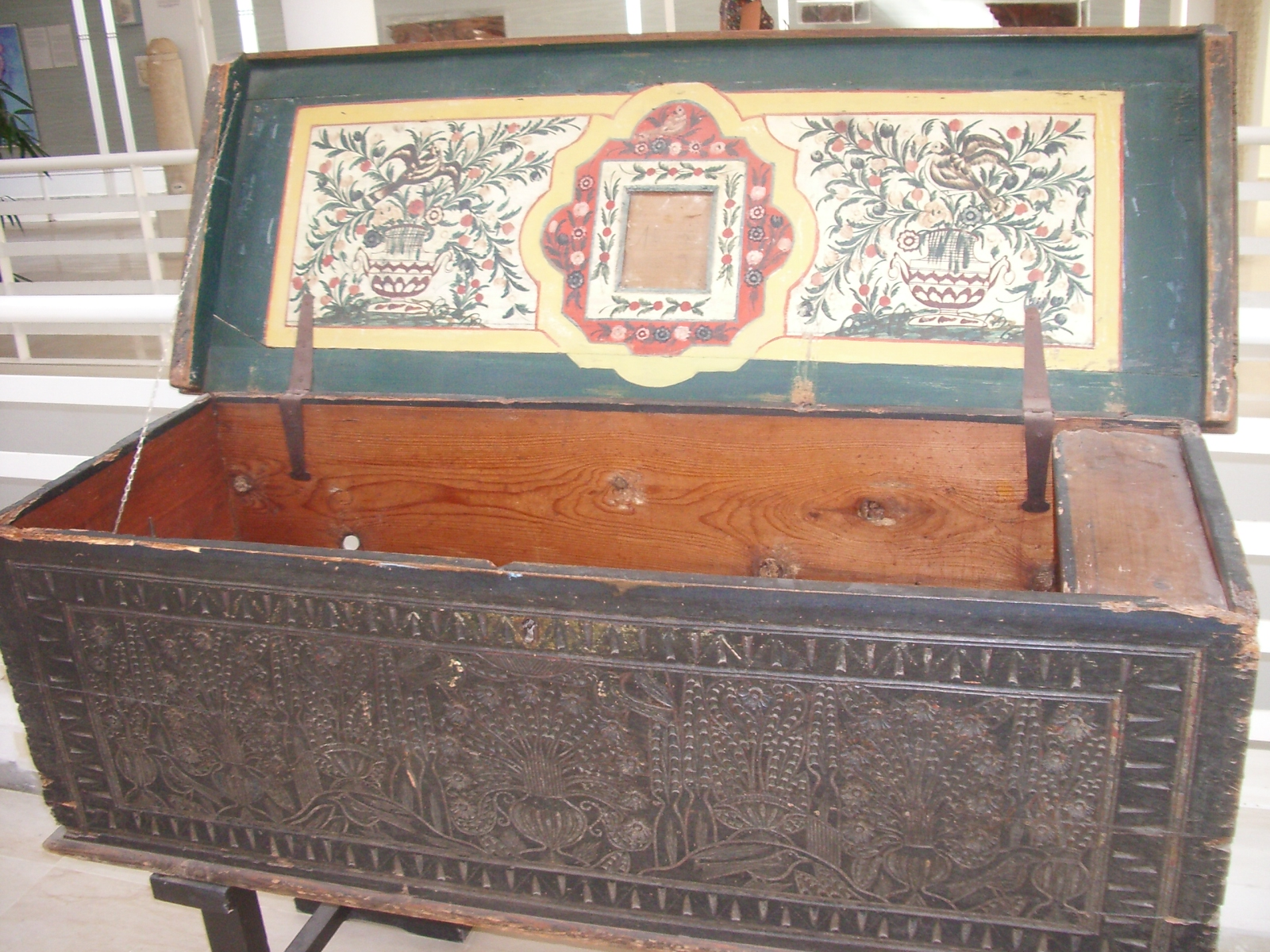
Zona musulmana